# Équipe du Sénégal féminine de handball
Pour l’article homonyme, voir Équipe du Sénégal masculine de handball.
Dernière mise à jour : 15 mai 2024.
L'équipe du Sénégal féminine de handball est la sélection nationale représentant le Sénégal dans les compétitions internationales de handball féminin.
La sélection est médaillée d'argent au Championnat d'Afrique des nations 1974 et 2018 ainsi que médaillée de bronze aux Jeux africains de 2015.
En 2019, elle participe pour la première fois au championnat du monde.

## Parcours
| Championnats du monde - 1962 à 2017 – non qualifié - 2019 – 18e - 2021 – non qualifié - 2023 – 18e Jeux africains - 1978 - non qualifié - 1987 - 4e - 1991 - 4e - 1995 - non qualifié - 1999 - 6e - 2003 - non qualifié - 2007 - non qualifié - 2011 - 9e - 2015 - 3e - 2019 - non qualifié - 2023 - non qualifié | Championnats d'Afrique des nations - 1974 – - 1976 – 5e - 1979 à 1983 – non qualifié - 1985 – 8e - 1987 à 1989 – non qualifié - 1991 – 5e - 1992 – 6e - 1994 à 1998 – non qualifié - 2000 – 7e - 2002 à 2010 – non qualifié - 2012 – 8e - 2014 – 6e - 2016 – Disqualifié avant la finale - 2018 – 2e - 2021 – 5e - 2022 – 4e - 2024 – 2e |

## Personnalités liées à la sélection

### Joueuses
Parmi les internationales sénégalaises, on trouve :
- Doungou Camara, ancienne internationale junior française
- Hadja Cissé
- Koumba Cissé, ancienne internationale française
- Raïssa Dapina
- Awa Diop
- Laura Kamdop
- Fanta Keita
- Nimétigna Keita, ancienne internationale française
- Laura Lerus-Orfèvres, ancienne internationale française
- Claudine Mendy, ancienne internationale française
- Hawa N'Diaye
- Hatadou Sako
- Dienaba Sy

### Sélectionneurs
- Cheikh Seck : de 2011 à janvier 2016
- Frédéric Bougeant[1] : de mars à décembre 2016 et de janvier 2018 à juillet 2021
- Yacine Messaoudi : depuis juillet 2021[2].